# Hesperocyparis revealiana
Hesperocyparis revealiana — вид голонасінних рослин з родини кипарисових (Cupressaceae).

## Морфологічна характеристика

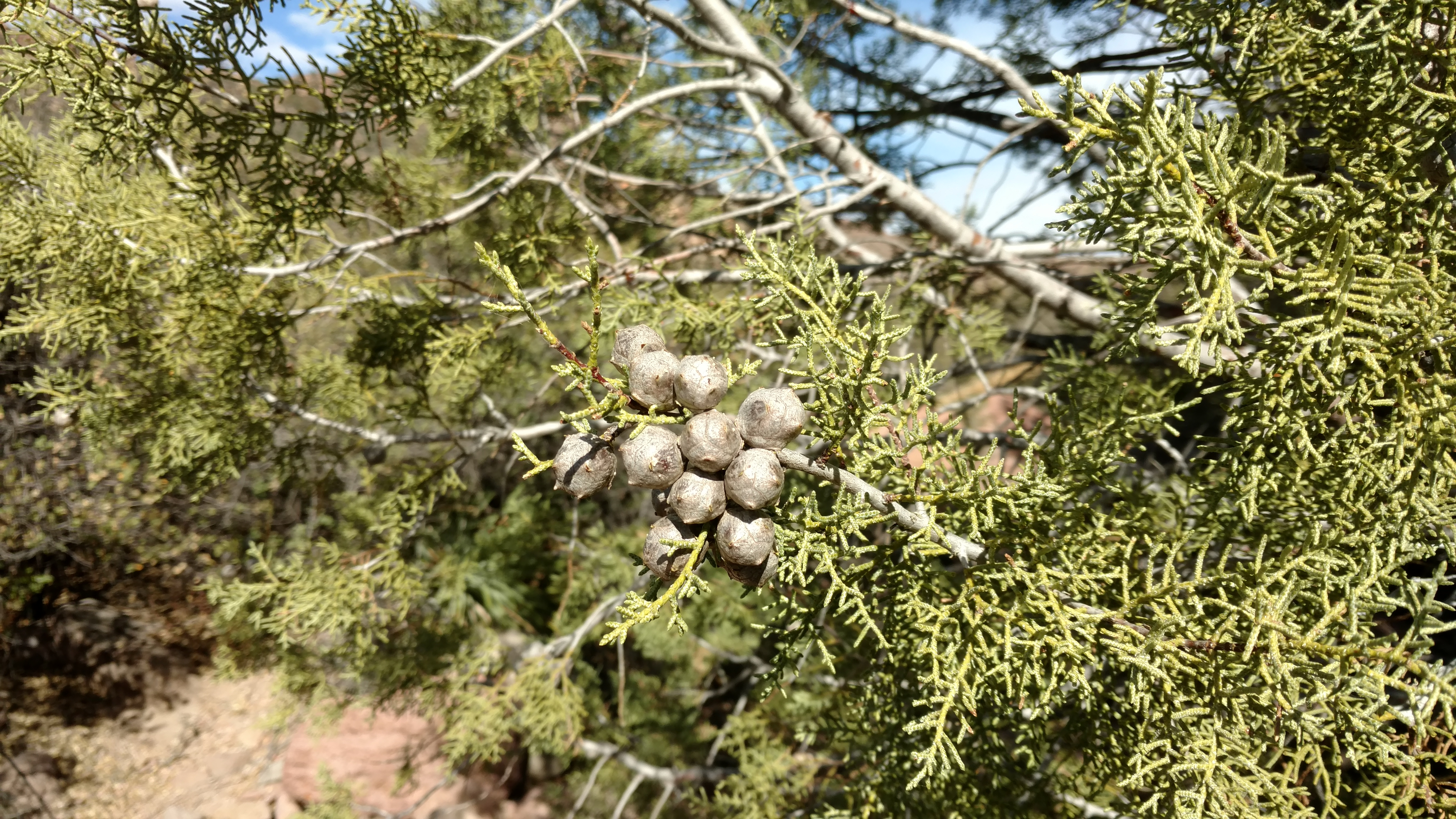

Це дерево до 20 метрів заввишки. Крона густа, кущиста. Кора гладка, коричнево-червона, незабаром відшаровується короткими смужками. Листки сіро-зелені, лускоподібні, 1–1.5 мм завдовжки, залозки помітні. Пилкові шишки 3–4 × 1.8 мм; шишки першого року сірувато-зелені; зрілі шишки сизувато-коричневі, звисають у невеликих скупченнях по 1–3 шишки на квітконосах. Насіння коричневе, часто сірувато-зелене.

## Поширення
Рідним ареалом цього виду є Мексика (Північна Нижня Каліфорнія: Сьєрра-Хуарес).